# Hedersledamot
Hedersledamot är en titel som tilldelas av ett samfund, en förening eller en organisation till en person som gjort sig synnerligen förtjänt genom att ha främjat den aktuella organisationens verksamhet.
Titeln kan också tilldelas på grund av utmärkta vetenskapliga, konstnärliga, litterära eller medborgerliga insatser. I vissa organisationer är benämningen hedersmedlem. En person som har varit ordförande i organisationen brukar få titeln hedersordförande.
Ordet är belagt i Sverige tidigast år 1791. I kalendrar, rullor och matriklar förkortas ordet HedL följt av förkortning för sammanslutningen personen är hedersledamot av.